# ジェイミー・ティボー
ジェイミー・ティボー（Jaimie Thibeault、1989年9月23日 - ）は、カナダの女子バレーボール選手。ポジションはミドルブロッカー。元カナダ代表。

## 来歴
2007年、モンタナ大学に進学し、在学中の2011年にカナダ代表に初選出される。2013年のパンアメリカンカップでベストブロッカー賞を受賞した。2014年、世界選手権に出場した。
モンタナ大学を卒業後は、フランス、イタリア、ポーランドのリーグを経てFVブスト・アルシーツィオでプレーしている。

## 球歴
- 世界選手権 - 2014年
- ワールドグランプリ - 2015年

## 受賞歴
- 2013年 パンアメリカンカップ ベストブロッカー賞

## 所属クラブ
- モンタナ大学（2007-2012年）
- アンタント・スポルティーヴ・ル・カネ＝ロシュヴィル（2012-2013年）
- Robur Tiboni Volley Urbino（2013-2014年）
- LTSレギオノヴィア・レギオノヴォ（2014-2015年）
- FVブスト・アルシーツィオ（2015-2016年）
- Jakarta BNI46（2016-2017年）